# Normanby
Normanby è un'isola d'origine vulcanica di Papua Nuova Guinea.

## Geografia
L'isola, dalla caratteristica forma a L, fa parte dell'arcipelago delle Isole di D'Entrecasteaux. È situata a 16 km a nord dall'estrema punta sud-orientale di Papua Nuova Guinea dalla quale è separata dallo stretto Goshen; lo stretto di Dawson la separa invece dall'isola Fergusson.
Il punto più alto dell'isola è il Prevost Range, a sud-est, che arriva a 1.158 metri. La superficie di circa 1040 km² la colloca al 318º posto tra le isole più grandi del mondo. Ricoperta da foreste pluviali, il clima è tropicale monsonico. La città principale è Esa’ala ed è presente una pista d'atterraggio.

## Storia
Nel 1873 l'isola è stata visitata dal capitano inglese John Moresby a bordo della nave HMS Basilisk che chiamò l'isola in onore del 2º Marchese di Normanby George Phipps, governatore del Queensland Australiano.
Famosa un tempo per la produzione d'oro ora l'isola esporta soprattutto copra e legname. Sono comunque in corso ricerche riguardanti nuovi giacimenti d'oro.